# Raymond Milton
Raymond Milton, född 27 augusti 1912, död 17 september 2003, var en kanadensisk ishockeyspelare.
Milton blev olympisk silvermedaljör i ishockey vid vinterspelen 1936 i Garmisch-Partenkirchen.